# Horatius Paulijn

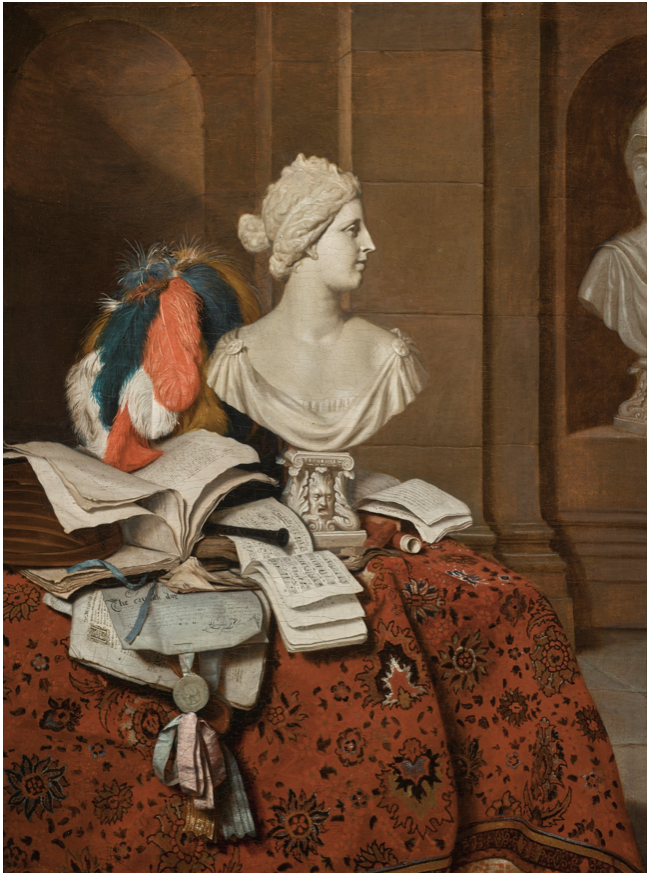
Interieur met een stilleven van een borstbeeld, boeken, een luit en een hoed met veren gerangschikt op een met een oosters kleed bedekte tafel (vroege jaren 1670)

Horatius Paulijn (Bath, ca. 1644 – 1684) was een Engels-Nederlands schilder, vooral bekend om zijn portretten, genrevoorstellingen en stillevens.
Paulijn werd in Engeland geboren en verhuisde later naar Nederland. In 1668 trouwde hij in Amsterdam met Martha Steeds uit Zwolle. Ze kregen drie kinderen, van wie de eerste op jonge leeftijd overleed. Hun andere kinderen werden gedoopt in de Nieuwe Kerk in Amsterdam.
Tussen 1668 en 1674 werkte Paulijn voornamelijk in Amsterdam. Zijn schilderstijl werd beïnvloed door kunstenaars zoals Caspar Netscher en Simon Verelst, en hij specialiseerde zich in portretten. Volgens Arnold Houbraken schilderde Paulijn ook enkele erotische scènes. Verschillende historiestukken, die aanvankelijk aan hem werden toegeschreven omdat ze het monogram "HP" dragen, worden tegenwoordig aan Hendrick Pot toegeschreven, die hetzelfde monogram gebruikte. Paulijn signeerde zijn werken doorgaans volledig met 'Horatio Paulynus pinxit' of 'Horatius Paulyn fecit'.
Na zijn Amsterdamse periode reisde Paulijn veel. Volgens Houbraken reisde hij samen met Johannes Rothé, een chiliastisch prediker, eerst naar Engeland en vervolgens in 1674 naar Hamburg om volgelingen te werven voor een religieuze expeditie naar het Heilige Land. In 1676 was hij actief in Denemarken en Schotland, en in 1682 verbleef hij mogelijk op het landgoed Jomfruens Egede in Faxe, Denemarken, dat eigendom was van Sophie Amalie Moth, de minnares van koning Christian V. In datzelfde jaar was hij mogelijk opnieuw werkzaam in Schotland.
Paulijns naam wordt ook wel geschreven als Paulyn of Paulin.
- Biografisch Portaal: 69298801
- RKD-Nederlands Instituut voor Kunstgeschiedenis: 62164
- Union List of Artist Names: 500026744
- Virtual International Authority File: 95846807